# Orljava
Orljava este o arie protejată (sit de importanță comunitară — SCI) din Croația întinsă pe o suprafață de 123,4 ha, integral pe uscat.

## Localizare
Centrul sitului Orljava este situat la coordonatele 45°15′32″N 17°47′28″E / 45.259°N 17.791°E.

## Înființare
Situl Orljava a fost declarat sit de importanță comunitară în iulie 2013 pentru a proteja 1 specie de animale.

## Biodiversitate
Situată în ecoregiunea continentală, aria protejată conține 1 habitat natural: Cursuri de apă de la nivel de câmpie la nivel montan, cu vegetație Ranunculion fluitantis și Callitricho-Batrachion.
La baza desemnării sitului se află o specie protejată de  nevertebrate: Unio crassus.